# Beetley
Beetley ist ein Dorf und Civil parish in Breckland, District in Norfolk, England. Im Jahr 2001 hatte das Dorf eine Bevölkerung von 1.385. Das Dorf liegt etwa 6 km nördlich von Toftwood.
Beetley besitzt eine Grundschule und ein öffentliches Haus namens The New Inn. Das Gressenhall Museum of Rural Life liegt zwischen Beetley und Gressenhall.